# Парк «Чонок»
Парк «Чо́нок» — парк-пам'ятка садово-паркового мистецтва місцевого значення в Україні. Розташований на території Свалявського району Закарпатської області, в селі Березники, на території дитячого санаторію "Човен" 
Площа 6,1 га, статус отриманий у 1972 році. 
Статус надано з метою збереження природного ландшафту, насаджень різних видів дерев і кущів. Парк має природоохоронне, рекреаційно-оздоровче та естетичне значення. 